# Lăng Trường Diên
Lăng Trường Diên (tên Hán 長延陵), tức lăng Thần Tôn Hiếu Chiêu Hoàng Đế - Nguyễn Phúc Lan (sinh ngày 13 tháng 8 năm 1601, mất ngày 19 tháng 3 năm 1648, là vị Chúa thứ ba của 9 đời Chúa Nguyễn, còn gọi là chúa Thượng hay Nguyễn Thần Tông).

## Vị trí
Lăng thuộc địa phận núi An Bằng, phủ Thừa Thiên, nay thuộc thôn Kim Ngọc, xã Hương Thọ, thị xã Hương Trà, thành phố Huế. Lăng nằm bên tả ngạn dòng Tả Trạch, cách bờ sông gần 2 km (lưu ý: theo như vị trí trên bản đồ Google thì lăng Trường Diên nằm bên tả ngạn dòng Hữu Trạch, cách bờ sông khoảng 170m), cách trung tâm thành phố Huế khoảng 11 km đường chim bay về phía tây-nam.

## Bố cục kiến trúc
Lăng xoay mặt về hướng bắc.
Lăng có hai vòng thành hình chữ nhật bao bọc. Vòng ngoài xây bằng đá bazan, phần mũ tường xây bằng gạch vồ, chu vi : ”36 trượng 9 thước 2 tấc” (đo trên thực tế là 156,5m), thành “cao 6 thước 3 tấc” (260cm). Vòng trong xây hoàn toàn bằng gạch vồ, chu vi “16 trượng 4 thước 2 tấc” (69,5m), thành “cao 5 thước” (205cm).
Mộ được xây bằng gạch vồ và vôi vữa. Mộ thấp, phẳng, xây làm 2 tầng, hình khối chữ nhật. Từ trên xuống: Tầng 1: rộng 172cm, dài 248cm, cao 25cm. Tầng 2: rộng 222cm, dài 303cm, cao 30cm. Trước mộ xây một hương án chân quỳ, cao 90cm, rộng 110cm, dài 214cm. Lăng trổ một cửa phía trước, sau cửa xây một bình phong, mặt trước bình phong trang trí long mã ghép sành sứ. Sau lưng mộ cũng có bình phong trang trí rồng.

## Lịch sử
Chúa Nguyễn Phúc Lan ở ngôi được 13 năm, thọ 48 tuổi. Sau khi mất, chúa được an táng tại địa phận núi Yên (An) Bằng, huyện Hương Trà, phủ Thừa Thiên, nay thuộc thôn Liên Bằng, xã Hương Thọ, thị xã Hương Trà, tỉnh Thừa Thiên Huế.
Lăng chúa Nguyễn Phúc Lan bị phá hủy dưới thời Tây Sơn (1790) và được tái xây dựng dưới thời Gia Long năm thứ 5 (1806) ở vị trí cũ, đặt tên là Trường Diên.
Lăng Trường Diên còn được sửa chữa vào các năm Minh Mạng thứ 8 (1827), Minh Mạng thứ 21 (1840) năm và Thiệu Trị thứ nhất (1841).
Từ sau năm 1945, lăng Trường Diên từng là công trình đã bị xuống cấp trầm trọng nhất trong số lăng 9 chúa Nguyễn. Theo ghi nhận vào cuối tháng 8 năm 2014, nhiều hạng mục của lăng đã bị đổ nát, nhiều đoạn của tường thành đã bị sạt lở nặng nề, khuôn viên lăng bị cây cỏ dại xâm lấn.
Lăng Trường Diên được công nhận là di tích lịch sử (lưu niệm sự kiện) cấp tỉnh theo Quyết định số 1224/QĐ-UBND của UBND tỉnh ban hành ngày 04/6/2018.